# Largo de São Domingos
Der Largo de São Domingos ist ein Platz im Zentrum der portugiesischen Hauptstadt Lissabon. Er wird gebildet aus der Kreuzung der Rua de Barros Queirós, der Rua D. Antão de Almada, der Praça D. Pedro IV und der Rua das Portas de Santo Antão.

## Geschichte
Der Platz wurde innerhalb der Fernandinischen Stadtmauern angelegt. Seinen Namen erhielt er von dem Convento de São Domingos, der von den Dominikanern während der Regierungszeit von König Sancho II. errichtet wurde. 1566 und 1608 erfuhr das Kloster wesentliche bauliche Veränderungen. Nach nahezu vollständiger Zerstörung beim Erdbeben 1755 wurde es auf Basis der Pläne von Carlos Mardel wieder aufgebaut. Die Kirche des Klosters, die Igreja de São Domingos, bestimmt heute das Straßenbild.
Im Palácio de São Domingos lebte Antão de Almada und traf sich dort zum letzten Mal mit den 40 Verschworenen vor der Revolte zur Wiederherstellung der Unabhängigkeit am 1. Dezember 1640.
1840 öffnete an der Südseite des Platzes die noch heute bestehende Ginjinha Espinheira. An der Nordseite des Platzes wurde am 23. April 2008 das Denkmal Lisboa, Cidade da Tolerância enthüllt. Auf Wandplatten wird Lissabon in 34 Sprachen als Stadt der Toleranz beschrieben. Mit ihm ehrte das Patriarchat von Lissabon das Judentum und bat um Vergebung, das Massaker von 1506 nicht verhindert haben zu können.   